# 아우토스트라다 A13
아우토스트라다 A13(이탈리아어: Autostrada A13)은 볼로냐와 파도바를 사이에 둔 아우토스트라다로, 총 연장은 116.7 km이다. 주요 경유지는 베네토주와 에밀리아로마냐주 등이 있다.

## 같이 보기
- 아우토스트라다